# Horst Buchholz
Horst Werner Buchholz (Berlijn, 4 december 1933 – aldaar, 3 maart 2003) was een Duits acteur, die vooral bekend werd door zijn rol in The Magnificent Seven. Hij speelde tussen 1952 en 2002 in meer dan zestig films.

## Biografie
Horst Buchholz werd geboren in Berlijn als zoon van een schoenmaker. Zijn grootouders aan vaders kant waren immigranten uit New Jersey en zijn grootouders aan moeders kant kwamen uit Denemarken. Tijdens de Tweede Wereldoorlog werd Buchholz geëvacueerd naar Silezië. Tegen het einde van de oorlog belandde hij in een gastgezin in Tsjecho-Slowakije. Hij keerde na de oorlog zo snel mogelijk terug naar Berlijn.
Buchholz maakte maar net zijn school af, voor hij begon te solliciteren naar werk als toneelacteur. Hij maakte zijn toneeldebuut in 1949. Hij verliet al snel hierna Oost-Berlijn om in West-Berlijn te gaan werken, met name in het Schiller Theater. Ook ging hij werken voor de radio. Vanaf 1952 breidde hij zijn werkgebied uit naar film, beginnend met nasynchronisaties en kleine rolletjes. Hij had zijn eerste grote filmrol in Marianne Meine Jugendliebe (1955) van regisseur Julien Duvivier. Een tweede grote rol was die van Mischa Bjelkin in Helmut Käutners Himmel ohne Sterne. Deze rol bracht hem de prijs voor beste acteur op het filmfestival van Cannes. Zijn doorbraak bij het grote publiek kwam definitief met de film Bekenntnisse des Hochstaplers Felix Krull (1957).
In 1958 trouwde Buchholz met de Franse actrice Myriam Bru (1930). Samen kregen ze twee kinderen, van wie hun zoon Christopher ook acteur werd.
De acteur speelde vanaf 1959 ook mee in niet-Duitse films, beginnend met de Britse Tiger Bay. Daarna volgden The Magnificent Seven (1960) van John Sturges en One, Two, Three (1961), geregisseerd door Billy Wilder. Hij was verder te zien in de romantische film Fanny uit 1961, samen met Maurice Chevalier en Leslie Caron. Buchholz werd  bekend als een acteur die elke rol die hij tegenkwam aangreep. Zijn films beslaan dan ook veel verschillende genres zoals komedies, horrorfilms en oorlogsdrama’s. In 1997 speelde hij mee in de met een Academy Award bekroonde film La vita è bella.
In 2000 sprak hij in het Duitse tabloid die Bunte voor het eerst over zijn vele jaren verzwegen biseksualiteit.
Horst Buchholz stierf op 03 03 '03 op 69-jarige leeftijd in Berlijn aan de gevolgen van longontsteking, na complicaties bij een heupoperatie. 

## Filmografie
- 1951: Sündige Grenze
- 1951: Warum? (korte film)
- 1952: Die Spur führt nach Berlin
- 1955: Marianne
- 1955: Die Schule der Väter (televisie)
- 1955: Himmel ohne Sterne
- 1956: Regine
- 1956: Die Halbstarken
- 1957: Herscher ohne Krone
- 1957: Robinson soll nicht sterben
- 1957: Endstation Liebe
- 1957: Ein Stück vom Himmel
- 1957: Monpti
- 1957: Bekenntnisse des Hochstaplers Felix Krull
- 1958: Nasser Asphalt
- 1958: Auferstehung
- 1959: Das Totenschiff
- 1959: Tiger Bay
- 1960: The Magnificent Seven
- 1961: Fanny
- 1961: One, Two, Three
- 1963: The Empty Canvas
- 1963: Nine Hours to Rama
- 1963: La noia
- 1965: That Man in Istanbul
- 1965: La fabuleuse aventure de Marco Polo
- 1967: Johnny Banco
- 1967: Cervantes
- 1968: Astragal
- 1969: Come, quando, persche?
- 1970: La colomba non deve volare
- 1971: Le Sauveur
- 1972: The Great Waltz
- 1973: ...Aber Jonny !
- 1974: The Catamount Killing (televisie)
- 1975: Frauenstation
- 1976: Derrick - Das Superding
- 1976: The Savage Bees (televisiefilm)
- 1977: Raid on Entebbe
- 1977: No Such Thing As a Vampire - Dead of Night (televisieserie)
- 1978: How the West Was Won (televisiefilm)
- 1978: The Cat and the Canary
- 1978: The Amazing Captain Nemo (televisiefilm)
- 1978: Derrick - Solo für Margarete (televisieserie)
- 1978: Der große Karpfen Ferdinand und andere Weihnachtsgeschichten (televisie)
- 1978: Charlie's Angels - Ein Engel auf heißen Reifen
- 1979: Contro 4 bandiere
- 1979: The French Atlantic Affair (televisie-miniserie)
- 1979: Kur in Travemünde (televisie)
- 1979: Avalanche Express
- 1980: Derrick - Auf einem Gutshof (televisieserie)
- 1981: Berlin Tunnel 21 (televisie)
- 1982: Aphrodite – Im Wendekreis der Begierde
- 1983: Sahara
- 1983: Derrick - Die Tote in der Isar (televisieserie)
- 1983: Der Alte - Liebe hat ihren Preis (televisieserie)
- 1983: Heidelinde Weis: Funkeln im Auge (televisie)
- 1984: Wenn ich mich fürchte
- 1985: Code Name: Emerald
- 1986: Die Fräulein von damals (televisie)
- 1986: Crossing (televisie-driedeler)
- 1987: Der Schatz im Niemandsland (televisieserie)
- 1988: Und die Geigen verstummen
- 1990: Réquiem por Granada
- 1991: Chi tocca muore (televisie-tweedeler)
- 1992: Aces: Iron Eagle III
- 1993: Faraway, So Close!
- 1993: Sylter Geschichten - Comeback in Kampen (televisieserie)
- 1994: Tödliches Erbe (televisie)
- 1995: Zwischen Liebe und Verrat - Der Clan der Anna Voss
- 1995: Fantaghirò
- 1997: La vita è bella
- 1997: ''Pták Ohnivák
- 1997: Geisterstunde - Fahrstuhl ins Jenseits (televisie)
- 1998: Mulan (stem van de vader)
- 1998: Der kleine Unterschied (televisie)
- 1998: Voyage of Terror
- 1999: Dunckel (televisie)
- 1999: Minefield
- 2000: Geisterjäger John Sinclair - Der Gerechte
- 2000: Kinderraub in Rio – Eine Mutter schlägt zurück (televisie)
- 2000: Heller als der Mond
- 2000: Klinikum Berlin Mitte – Leben in Bereitschaft (televisieserie)
- 2001: The Enemy
- 2001: Der Club der grünen Witwen (televisie)
- 2001: Traumfrau mit Verspätung (televisie)
- 2002: In der Mitte eines Lebens (televisie)
- 2002: Planet B: Detective Lovelorn und die Rache des Pharao
- 2002: Morgengrauen - Abschnitt 40 (televisieserie)
- 2003: Atlantic Affairs (Sterne, die nie untergehen)

## Hoorspelen (selectie)
- 1949: Peter Hagedorn: Die fünf Goldstücke - Regie: Hanns Korngiebel (origineel hoorspel, kort hoorspel, misdaadhoorspel - RIAS Berlin)
- 1952: Friedrich Forster / Waldfried Burggraf: Der Graue (titelrol) – Regie: Hanns Korngiebel (RIAS Berlin)
- 1953: Heinz Oskar Wuttig: Nachtstreife (Fritz Kruschwitz) – Regie: Peter Thomas (origineel hoorspel - RIAS Berlin)
- 1953: Manfred Hausmann: Abel mit der Mundharmonika (titelrol) – Regie: Peter Hamel (SWF)
- 1953/54: Hermann Krause: Die Arche Noack (Lutz) – Regie: Werner Oehlschläger (22 afleveringen) (NWDR)
- 1955: Jean Anouilh: Cecile oder Die Schule der Väter – Regie: Leopold Lindtberg/Lothar Schluck/Friedrich Luft (RIAS Berlin)
- 1956: Heinz Oskar Wuttig: Der Nachtprinz (titelrol) – Regie: Curt Goetz-Pflug (SFB/HR)